# Extreme Sports Channel
Extreme Sports Channel ist ein Fernsehsender, der sich dem Trendsport widmet.
Das Spartenprogramm in englischer und teilweise auch deutscher Sprache berichtet über Ereignisse und Sportler in Sportarten wie Skateboarden, Surfen, Snowboarden, BMX-Biking,  Mountainbiking, Motorradsport, Inline-Skating und Skilaufen.
Extreme Sports Channel sendet ein 24-Stunden-Programm aus Amsterdam in den Niederlanden.
Extreme Sports Channel ist Bestandteil der Programmbouquets von Unitymedia und Kabel BW, sowie in Österreich bei UPC Digital TV. Auch bei den Kabelnetzbetreibern, die das Kabelkiosk-Paket empfangen, ist dieser Sender verfügbar. Des Weiteren ist Extreme Sports Channel auch im Big-TV sowie im Sportpaket vom IPTV-Anbieter Telekom Deutschland empfangbar.